# 中国互联网联合辟谣平台
中国互联网联合辟谣平台是中央网络安全和信息化委员会办公室违法和不良信息举报中心主办、新华网承办的一个辨识谣言、举报谣言的平台。

## 功能
2018年8月29日平台在北京上线，提供举报谣言，查证谣言，获取相关部门和专家的辟谣信息的功能。已接入全国各地40余家辟谣平台辟谣数据资源3万余条，整合接入辟谣数据资源8万余条，发布辟谣稿件6000余篇。

## 外部連結
- 官方网站（简体中文）